# 191857 Illéserzsébet
191857 Illéserzsébet è un asteroide della fascia principale. Scoperto nel 2004, presenta un'orbita caratterizzata da un semiasse maggiore pari a 2,8737439 UA e da un'eccentricità di 0,1025903, inclinata di 4,24688° rispetto all'eclittica.